# Pumă
Puma (Puma concolor, syn. Panthera concolor; Felis concolor) sau leul de munte, este un mamifer carnivor din familia felidelor, cu corpul ce depășește 1 metru lungime, cu blana galbenă-roșcată, care trăiește izolat. Este extrem de feroce și abil (noaptea vânează și ziua doarme în copaci), răspândit în America de Sud, în Mexic și în SUA.
Puma nu atacă omul, ba chiar se ferește de el. Cele mai multe pume trăiesc în munți. Ele pot omorî animale mai mari ca ele, cum ar fi cerbii. De multe ori urmărește prada pe distanțe foarte lungi. Este un animal nocturn.

## Caractere morfologice
Din punct de vedere taxonomic puma aparține de felinele mici, însă după dimensiunea corpului intră în categoria felinelor mari. Ea are înălțimea la umăr de 70 cm, lungimea corpului de 130 cm la masculi și 110 cm la femele, iar coada are o lungime între 66 și 78 cm. Masculii cântăresc frecvent mai mult de 100 kg, pe când femelele nu depășesc 50 de kg. Pumele care trăiesc în regiunea ecuatorului sunt mai mici și după cum urcă gradele de latitudine spre poli, animalele devin mai mari. Blana pumei are peri scurți de o culoare foarte variată, mai frecvent fiind culorile gălbui, cenușii argintii, însă pe piept și sub bărbie animalele sunt întotdeauna de culoare albicioasă. Nou-născuții sunt de culoare bej, cu pete care vor disparea mai târziu. Puma are la laba anterioră cinci degete și la cea posterioră patru. Degetele sunt înarmate cu gheare retractile puternice. Sunt animale foarte mobile, flexibile, care pot sări la o distanță de 10 m și la o înălțime de 4 m. Cercetătorul nordamerican Truman Everts descrie urletul pumei asemănător cu cel al omului. O pumă poate atinge în libertate o vârstă între 18 și 20 de ani.

## Răspândire

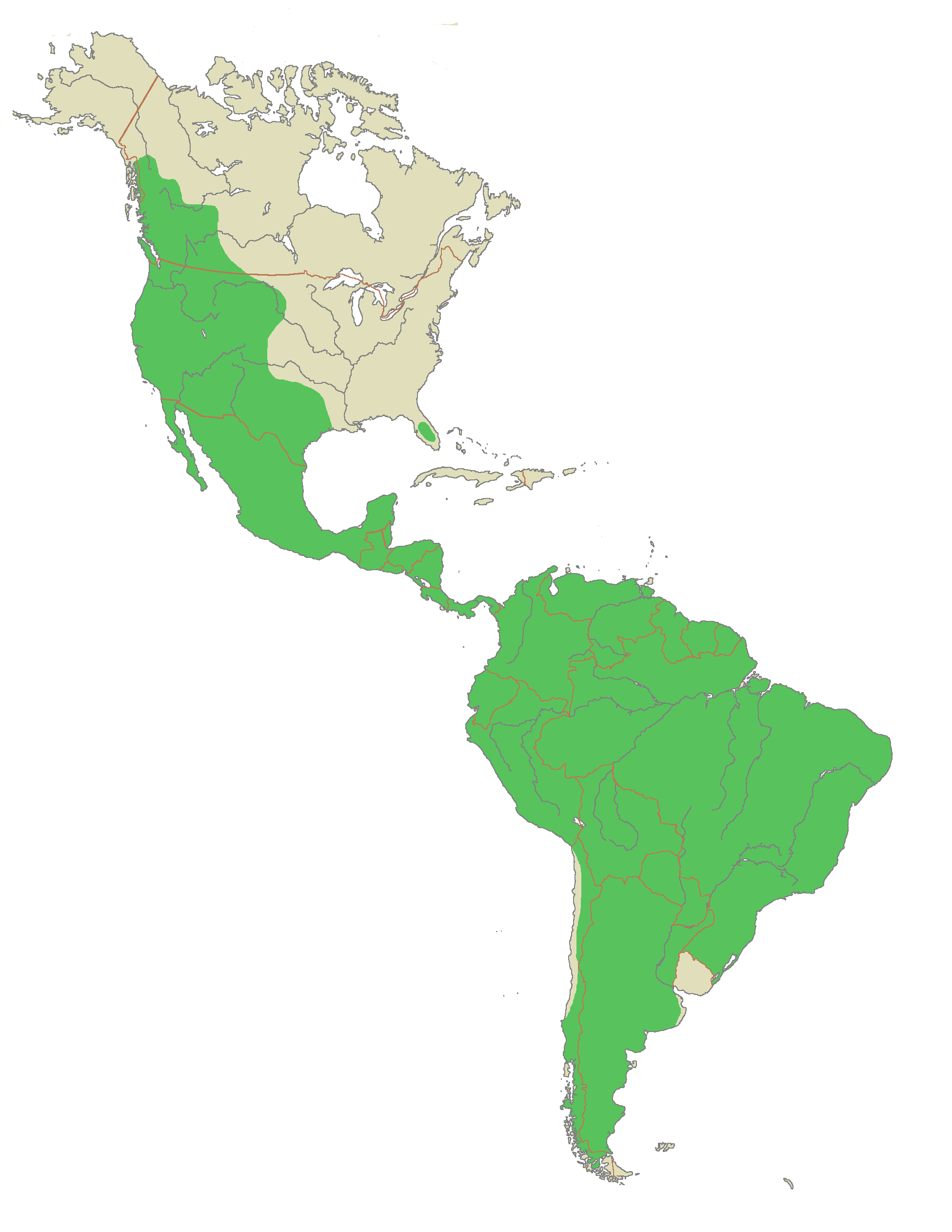
Arealul de răspândire al pumei

Puma a avut în trecut arealul de răspândire pe o mare parte din continentul american, teritoriul locuit de pume se întindea din sudul Canadei, cuprindea America Centrală și ajungea până în sudul Patagoniei. În prezent prin creșterea densității și numărul populației americane, arealul de răspândire al animalelor s-a redus considerabil. În SUA au supraviețuit exterminării lor de către om numai în masivul Rocky Mountains, Munții Cascadelor, „Munții de Coastă” și în regiunile de deșert și semideșert ca și în smârcurile Parcului Național Everglades din Florida. Prin măsurile luate pentru protejarea pumelor s-a ajuns la repopularea regiunii Marilor Lacuri ca și unele ținuturi nordamericane din vest. S-a ajuns ca habitatul pumelor să fie aproape din nou în regiunile de prerie, zonele boreale, temperate și tropicale.

## Hrănire
Puma atacă printre altele și animale de talie mare ca cerbi, elani, reni, dar și rozătoare ca șoareci, șobolani, veverițe, castori, sconcs, oposum, coioți, vulpi, reptile, oi și tineret bovin. Animalele de talie mare le atacă printr-un salt. Ajuns pe spate, rupe printr-o mușcătură coloana vertebrală a pradei în regiunea cervicală (gâtului).

## Reproducere
Puma este un animal solitar. Numai în perioada împerecherii între noiembrie și iunie masculii caută femelele, cu care rămân numai câteva săptămâni împreună. Înainte de nașterea puilor, masculul părăsește femela. Perioada de gestație durează 3 luni, o femelă având la o naștere între 1 și 6 pui, care cântăresc între 230 și 450 de grame, având o dimensiune corporală între 20 – 30 cm. La vârsta de 6 - 7 săptămâni puii consumă carne și la vârsta de 20 de luni se despart de femelă.

## Influență culturală
În multe țări ale Americii, puma este un simbol de putere. Una dintre cele mai populare echipe de fotbal din liga mexicană, UNAM, este supranumită Pumele, și echipa de rugby a Argentinei.